# 伊林卡
伊林卡（烏克蘭語：Іллінка），是烏克蘭東部頓涅茨克州波克羅夫斯克區库拉霍韦市镇内的市級鎮。距離頓涅茨克36公里，海拔高度127米，2022年該市級鎮人口440。2024年11月13日，俄羅斯軍隊隨庫拉霍韋戰役佔領伊林卡。